# VG Chartz
VG Chartz es un sitio web de monitoreo de ventas de videojuegos que ofrece ventas semanales de videoconsolas y juegos por región. El sitio fue lanzado por Brett Walton. VG Chartz se clasificó entre los 5000 sitios web más importantes de los Estados Unidos y presenta más de 3 millones de páginas impresas por mes. El sitio web ha defendido la credibilidad y fiabilidad de sus datos de ventas comparando en general sus estadísticas con las publicadas por el NPD Group, a pesar de que los números a veces cambian después de la publicación de los números NPD.
VG Chartz proporciona herramientas para analizar y enumerar datos. También se proporciona un análisis escrito regular de los datos que hacen referencia a las noticias más importantes en la industria de los videojuegos. Medios de noticias como BBC, Forbes, Fortune, The New York Post, Yahoo y The New York Times han utilizado VG Chartz como referencia para datos de ventas en sus publicaciones.

## Historia
El sitio web VGChartz se creó en junio de 2005, cuando Brett Walton creó un área en el portal Everything And Nothing y lo llamó una «lista de ventas de videojuegos» que recopilaba datos de ventas de juegos disponibles públicamente en un solo lugar para que los usuarios puedan ver. En julio de 2006, Brett lanzó VGCharts.org, una versión independiente del subsitio de Everything And Nothing. En marzo de 2007, Brett compró el dominio VGChartz.com y renombró el sitio a VGChartz. Con este relanzamiento, el sitio comenzó a recopilar datos disponibles públicamente para realizar una investigación original en el mercado de consolas y juegos, por lo que VGChartz comenzó a producir sus propios listas semanales.